# David Thewlis
David Thewlis Wheeler (Blackpool, Lancashire, 20 de março de 1963) é um ator britânico.

## Biografia
David Thewlis — batizado David Wheeler — é o segundo de três filhos, nasceu em 1963 e passou a sua infância com seus pais na loja de papéis de parede e brinquedos que lhes pertencia, em Blackpool. Originalmente, foi a Londres, Inglaterra com a sua banda, Door 66, para tentar uma carreira na música, no entanto, ele mudou seus planos e entrou na Escola Guildhall de Atuação, onde se graduou em 1985. É conhecido mundialmente por seu personagem Remus Lupin na famosa saga Harry Potter.
Fez pequenos papéis em filmes e na TV, até pegar o papel principal em Naked, de 1993. O filme lhe rendeu diversos prêmios, inclusive o The New York City Critics Award. Desde então ele já esteve em vários outros filmes, incluindo “Coração de Dragão”, “Restoration”, “Beleza Negra” e, recentemente, tomou parte como o Professor Remus John Lupin em Harry Potter e o Prisioneiro de Azkaban. Ele viveu com a atriz britânica Anna Friel desde 2001, tendo se separado dela em 2010. Juntos tem um filha de nome Gracie Ellen Mary Thewlis.
"O ator David Thewlis, o professor Lupin no terceiro ano de Harry Potter, proibiu Muggles em sua casa. A estrela britânica pôs uma placa em seu jardim que diz "Nenhum Muggle é permitido" e "Quidditch jogado aqui" no quintal dos fundos. O ator disse:"Agora as crianças pensam que eu realmente sou o professor Lupin".

## Filmografia
- 2021 - Liga da Justiça de Zack Snyder - Ares
- 2020 - Estou Pensando em Acabar com Tudo - ("I'm Thinking of Ending Things como Dean
- 2017 - Fargo (série de televisão) - V. M. Varga
- 2017 - Liga da Justiça - Ares
- 2017 - Mulher Maravilha - Sir Patrick Morgan / Ares
- 2015 - Regressão - ("Regression") como Professor Kenneth Raines
- 2015 - Macbeth - ("Macbeth") como Duncan
- 2014 - Refúgio do Medo - ("Stonehearst Asylum") como Mickey Finn
- 2014 - A Teoria de Tudo - ("The Teory of Everything") como Dennis Sciama
- 2013 - R.E.D. 2 - como "The Frog"
- 2012 - Além da Liberdade - ("The Lady") - como Michael Aris
- 2011 - Cavalo de Guerra - ("War Horse") como Lyons
- 2011 - Anônimo - ("Anonymus") como William Cecil
- 2011 - Harry Potter e as Relíquias da Morte - Parte 2 - ("Harry Potter and the Deathly Hallows") - como  Remus Lupin
- 2010 - Harry Potter e as Relíquias da Morte - Parte 1 - ("Harry Potter and the Deathly Hallows") - como  Remus Lupin
- 2010 - O Ùltimo Guarda-Costas - ("London Boulevard")  como Jordan
- 2009 - Harry Potter e o Enigma do Príncipe - ("Harry Potter and the half-bood prince") - como Remus Lupin
- 2009 - Veronika Decide Morrer - ("Veronika Decides to Die") - como Dr. Blake.
- 2008 - O Menino do Pijama Listrado - ("The Boy In The Striped Pyjamas") - como oficial nazista e pai de Bruno.
- 2007 - Harry Potter e a Ordem da Fênix - ("Harry Potter and the Order of the Phoenix") - como Remus Lupin
- 2006 - A Profecia - ("The Omen") como Keith Jennings
- 2006 - Instinto Selvagem 2 - como o detetive Roy Washburn
- 2005 - Cruzada - como cavaleiro hospitalário
- 2004 - Harry Potter e o Prisioneiro de Azkaban (Harry Potter and the Prisoner of Azkaban) - como Professor Remus Lupin
- 2003 -Linha do Tempo  ("Timeline")- como Robert Doniger
- 2003 -Cheeky' - como Harry Sankey
- 2002 - D.I.Y. Hard
- 2003 -Dinotopia - como Cyrus Crabb
- 2001 - Hamilton Mattress - como Hamilton Mattress
- 2001 - Goodbye Charlie Bright - como Dad
- 2000 - Endgame - como Clov
- 2000 - Gangster No. 1 - como Freddie Mays
- 2000 - The Miracle Maker - como Judas Iscariotes
- 1999 - Love Story
- 1999 - Whatever Happened to Harold Smith? - como Nesbit
- 1998 - Besieged - como Jason Kinsky
- 1998 - Divorcing Jack - como Dan Starkey
- 1998 - The Big Lebowski - como Knox Harrington
- 1997 - Sete Anos no Tibet (Seven Years in Tibet) - como Peter Aufschnaiter
- 1997 - American Perfekt - como Santini
- 1996 - A Ilha do Dr. Moreau (The Island of Dr. Moreau) - como Edward Douglas
- 1996 - Dragonheart - como King Einon
- 1996 - James and the Giant Peach - como Earthworm
- 1995 - Restoration - como John Pearce
- 1995 - Total Eclipse - como Paul Verlaine
- 1994 - Black Beauty - como Jerry Barker
- 1993 -  Dandelion Dead - como Oswald Martin
- 1993 - Prime Suspect 3 - como James Jackson
- 1993 - Naked - como Johnny
- 1993 - The Trial - como Franz
- 1992 - Black and Blue - como um atendente do crematório
- 1992 - Fatale - como um detetive
- 1991 - Journey to Knock - como Terry
- 1991 - Screen One: Filipina Dreamgirls - como Tim Shanks
- 1991 - Afraid of the Dark - como Locksmith/Tom Miller
- 1990 - Life Is Sweet - como o amante de Nicola
- 1990 - Oranges Are Not the Only Fruit - como um médico
- 1989 - Skulduggery - como Tony
- 1989 - Resurrected - como Kevin Deakin
- 1989 - A Bit of a Do - como Paul Simcock
- 1988 - Vroom - como Ringe
- 1988 - Little Dorrit - como George Braddle
- 1987 - Road - como Joey
- 1987 - The Short and Curlies - como Clive
- 1986 -  The Singing Detective - como o segundo soldado
- 1986 - Valentine Park - como Max